# ویلا رومانا دل کازاله
ویلا رومانا دل کازاله (ایتالیایی: Villa Romana del Casale؛ سیسیلی: Villa Rumana dû Casali) یک ویلای رومی بزرگ و دارای جزئیات است که در فاصله ۳ کیلومتری شهر پیاتسا آرمرینا،‌ سیسیل قرار دارد. کاوش‌ها یکی از بزرگ‌ترین، غنی‌ترین و گوناگون‌ترین مجموعه‌های موزائیک رومی را کشف کرده‌است که به همان خاطر، این مکان به عنوان یک میراث جهانی یونسکو ثبت شده‌است.
کف‌های موزائیکی حدود ۳٬۵۰۰ متر مربع را پوشش می‌دهند که در نوع خود به دلیل قرار داشتن در مکان حادثه‌پذیر سیل و نشست زمین تک است.